# Colletes testaceipes
Colletes testaceipes är en biart som beskrevs av Heinrich Friese 1909. Colletes testaceipes ingår i släktet sidenbin, och familjen korttungebin. Inga underarter finns listade i Catalogue of Life.